# 王丽萍 (竞走运动员)
王丽萍（1976年7月8日—）是一位中国女子田径运动员，出生于辽宁省凤城县。1997年入选国家田径竞走集训队。在2000年悉尼奥运会上获得女子20公里竞走冠军。

## 外部連結
- 王丽萍在的頁面